# Saint-Romain-de-Lerps
Saint-Romain-de-Lerps är en kommun i departementet Ardèche i regionen Auvergne-Rhône-Alpes i sydöstra Frankrike. Kommunen ligger  i kantonen Saint-Péray som ligger i arrondissementet Tournon-sur-Rhône. År 2022 hade Saint-Romain-de-Lerps 989 invånare.

## Befolkningsutveckling
Antalet invånare i kommunen Saint-Romain-de-Lerps
Referens: INSEE